# Man on the Run
Man on the Run —en español: Hombre a la fuga— es el sexto álbum de estudio de la banda británico Bush. Fue publicado el 21 de octubre de 2014. Esto marca el segundo álbum de estudio de la banda en su encarnación actual (Gavin Rossdale , Robin Goodridge , Chris Traynor , Corey Britz), que reformó en 2010 después de una ausencia de ocho años y se lanza su quinto disco The Sea of Memories en 2011. El lanzamiento del álbum en 2014 marca el 20 aniversario del su primer álbum de la banda, Sixteen Stone.

## Lista de canciones
Edición Normal
| N.º | Título                    | Duración |  |
| 1.  | «Just Like My Other Sins» | 3:23     |  |
| 2.  | «Man On the Run»          | 4:23     |  |
| 3.  | «The Only Way Out»        | 3:22     |  |
| 4.  | «The Gift»                | 4:49     |  |
| 5.  | «This House Is On Fire»   | 5:15     |  |
| 6.  | «Loneliness Is a Killer»  | 5:17     |  |
| 7.  | «Bodies In Motion»        | 4:54     |  |
| 8.  | «Broken In Paradise»      | 4:18     |  |
| 9.  | «Surrender»               | 4:56     |  |
| 10. | «Dangerous Love»          | 4:51     |  |
| 11. | «Eye of the Storm»        | 5:13     |  |

Edición De lujo
| Deluxe edition |                                      |          |  |
| N.º            | Título                               | Duración |  |
| 12.            | «Let Yourself Go»                    | 4:47     |  |
| 13.            | «Speeding Through the Bright Lights» | 5:09     |  |
| 14.            | «The Golden Age»                     | 5:44     |  |

## Posiciones
| Lista (2014)                            | Posición |
| --------------------------------------- | -------- |
| Australian Albums (ARIA)                | 73       |
| Alemania (Media Control Charts)         | 69       |
| Estados Unidos (Billboard 200)          | 33       |
| Estados Unidos (Digital Albums)         | 25       |
| Estados Unidos (Top Alternative Albums) | 4        |
| Estados Unidos (Top Rock Albums)        | 8        |

## Personal
- Gavin Rossdale - guitarra , coros
- Chris Traynor - guitarra
- Robin Goodridge - tambores
- Corey Britz - bajo